# روش کاتو
روش کاتو همچنین روش کاتو-کاتز هم نامیده می‌شود یک روش آزمایشگاهی برای آماده‌سازی نمونه‌های مدفوع انسان قبل از جستجو ی تخم‌های انگلی است.

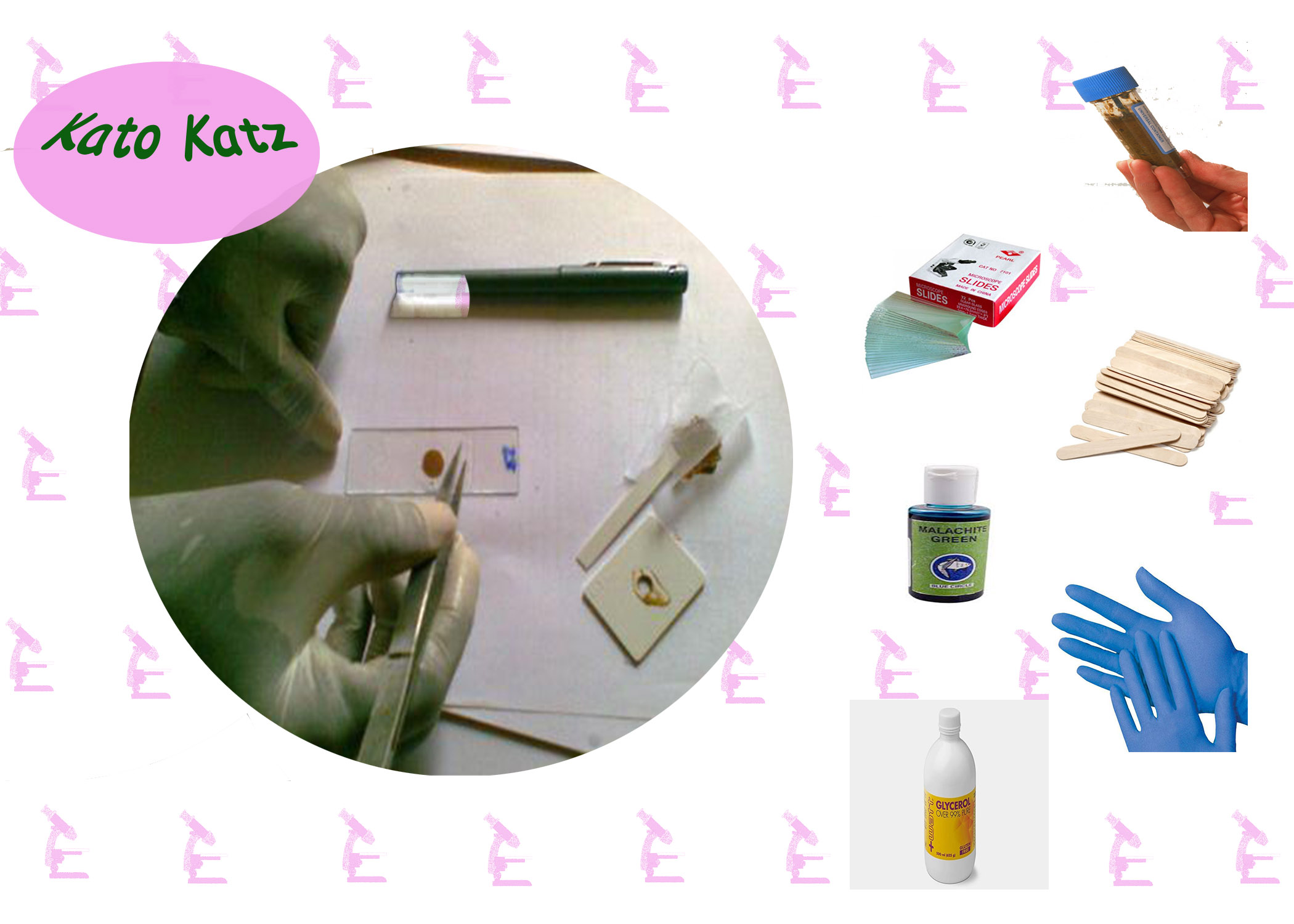

## علایم
روش کاتو امروزه بیشتر برای شناسایی تخم شیستوزوماها کاربرد دارد. این روش در گذشته برای شناسایی تخم سایر کرم‌ها نیز استفاده شده‌است. از این روش نمی‌توان برای شناسایی تخم کرم‌های قلابدار استفاده کرد. زیرا آن‌ها طی ۳۰ تا ۶۰ دقیقه پس از آماده‌سازی با این روش متلاشی شده و از بین می‌روند.. یک مطالعه از ۲۹۹ مورد آلوده به شیستوزوما مانسونی نشان داد که این روش دارای ضمانت ضعیف است و بنابراین برای تنظیمات اولیه مراقبت‌های بهداشتی توصیه نمی‌شود: ممکن است مشکل این باشد که تخم‌های شیستوزوما مانسونی تمایل دارند با هم در یک جا جمع شوند. بدان معنی که حتی اسلایدهای آماده شده از همان نمونه نیز ممکن است شامل تخم انگل‌های متفاوتی باشند. استدلال اصلی دیگر علیه تکنیک کاتو، کثیف و ناپاکیزه بودن آن است که کارشناسان را در معرض خطر بالای ابتلا به عفونت‌ها قرار می‌دهد.

## روش
روش‌های موجود در جزئیات با هم اختلاف دارند. اما به‌طور کلی این روش شامل رنگ آمیزی نمونه مدفوع غربال شده و مشاهده آن در زیر میکروسکوپ است. تعداد تخم‌های رنگ آمیزی شده در زیر میکروسکوپ شمارش می‌شوند و سپس از عدد به دست آمده برای محاسبه تعداد تخم در هر گرم از مدفوع استفاده می‌شود.

## تاریخچه
این روش در سال ۱۹۵۴ توسط یک پزشک ژاپنی به نام کان کاتو (Kan Kato)(۱۹۱۳–۲۰۱۱)و مشاورش (Momoshige Miura (۱۸۹۱–۱۹۸۹, یک محقق پزشکی مشهور ژاپنی و روانپزشک توسعه یافت. این تکنیک در سال ۱۹۷۲ برای استفاده در مطالعات میدانی توسط یک تیم محقق برزیلی به رهبری یک انگل‌شناس برزیلی به نام کاتز-(Naftale Katz (b.1940- اصلاح شد. و این اصلاحیه توسط سازمان بهداشت جهانی(WHO)به عنوان یک استاندارد طلایی جهت تشخیص عفونت‌های کرمی چندگانه تصویب شد.

## برای مطالعهٔ بیشتر
- Glinz D. , Silué K.D. , Knopp S. , Lohourignon L.K. , Yao K.P. et al. (2010). "Comparing Diagnostic Accuracy of Kato-Katz, Koga Agar Plate, Ether-Concentration, and FLOTAC for Schistosoma mansoni and Soil-Transmitted Helminths". PLoS Neglected Tropical Diseases 4(7): e754. doi:10.1371/journal.pntd.0000754.